# Dragoon AFV
Dragoon 300 AFV (armoured fighting vehicle — англ. броньована бойова машина) вироблялася корпорацією Arrowpointe (тепер підрозділ General Dynamics) протягом 1980-х років. Його основою були компоненти БТР M113 і 5 тонних вантажівок. Він нагадує збільшений V-150 Commando.

## Історія
Наприкінці 1960-х років Корпус Військової поліції США потребував бойову машину, яку можна було б транспортувати літаками Lockheed C-130, який би зміг забезпечити базовий захист, а також виконувати супроводження конвоїв. Це призвело до того, що була створена вимога у 1976 на нову бойову машину. Але вимога була скасована. Незважаючи на це, одна з фірм, які висловили зацікавленість в задоволенні вимоги, Verne Corporation, вирішили побудувати два прототипи автомобіля, який був спочатку називається Verne Dragoon. Вперше ці прототипи були продемонстровані у 1978. Dragoon був дуже схожий на Cadillac Gage V-100 і машини 4X4 сімейства V-150, але він також мав деякі частини і від гусеничних машин M-113A2 та вантажівки M-809 6 X 6  5 Ton.

## Опис
Dragoon запозичив від M113A2 стартер, перископи, дренажні насоси, ручки керування та електричні і гідравлічні деталі. Корпус БМП Dragoon зварний сталевий, давав захист екіпажу від куль калібру 5,56 та 7,62 мм і проти снарядних осколків. Місце водія розташовувалося ліворуч, праворуч було ще одне місце, відсік екіпажу розташовувався у центрі; двигун розташовувався в кормі праворуч (на Cadillac Gage V-150 він був ліворуч), з відсіку екіпажу вів прохід до кормової двері. Солдати сідали і покидали машину через дві двері розташовані з обох боків машини, нижня части двері відкидалася вниз, а верхні у бік. З бортів і у кормі відсіку екіпажу було зроблено бійниці з перископами. Дизельний двигун поєднаний з автоматичною трансмісією, мала п'ять передніх швидкостей і одну задню, і з однією передачею, яка забезпечувала привід на всі колеса.
Dragoon є плавучим і на воді рухається за рахунок коліс, зі швидкістю 4,8 км/год, поки три дренажні помпи відкачували воду яка потрапляла через двері. Як бронетранспортер Dragoon мав башту як у бронетранспортера M-113A2 з кулеметом 12,7 мм або 7,62 мм зібраним на шарнірах. Машина могла нести двомісні башти з гарматами калібрів 25 або 90 мм та спареним і зенітним кулеметом калібру 7,62 мм. Є більш спеціалізовані версії, в тому числі ремонтні та командні машини.

## Військові варіанти
У 1982 американська армія отримала партію принаймні з шести машин Dragoons з першої партії виробництва. Невідома кількість цих машин була вироблена для американського флоту. Він став першим БТР який використовували у 9-ій піхотні дивізії, у трьох варіантах: БТР (3?), EW варіант з AN/MSQ-103A системою Teampack (2) і машина відео оптичного спостереження з висувною системою спостереження дальньої дії, яка була змонтована на модифікованій двомісній башті Arrowpointe 25 мм і підключена до бортової системи зв'язку. Ця версія була призначена для забезпечення польових командирів і командного склад тилових лінії високомобільною машиною, з можливістю спостереження з броньованого укриття.
Версія машини з засобами електронної боротьби мала змогу підтримувати зв'язок з великою кількістю союзних літаків в тому числі з Командуванням і платформами Контролю. Основним завданням цієї машини було виявлення і швидке глушіння ворожого зв'язку, хоча також були і інші системи ELINT та SIGINT. Для роботи висувалася велика щогла яка у звичайному положенні знаходилася у горизонтальній позиції ліворуч на корпусі, захищена погодним щитом. Коли система Teampack працювала, щогла швидко переводилася у вертикальне положення. Він також мав кулемет 7,62 мм M60 праворуч, на передній частині даху.
Флот США використовував машини для патрулювання складів ядерної зброї на Алясці і у трьох схожих місцях на Східному узбережжі США. Вони мали кулемет 7,62 мм MG (M60?) з балістичним щитом і прожектором. Версія була відома через наявність подвійної двері з обох бортів які відкривалися на три частини, нижня частина вниз щоб утворити східці і дві верхні частини, кожна з перископом і бійницями, в боки. Це було зроблено для швидкого виходу з машини.

## Варіанти
Корпус став базовим для LFV-90 Dragoon. Корпус мав декілька модифікацій які найкраще підходили як бронетранспортер і мали шкворневі установки або різні модифікації башт. Базову версію, окрім військових, використовувала поліція США, часто з навареним у носовій частині тараном.
Транспортер став основною машиною у серії, з двома люками у передній частині для стрільця і командира, центральним люком зі зброєю змонтованою одразу за цими люками для стрільця і великим зсувним люком для десанту. На додачу було шість бійниць, по дві з кожного борту і по одній в кормі, а також двері з кожного борту десантного відсіку. Окрім різних ролей транспортер можна було використовувати в ролі БТРа, розвідника, командної машини, платформи безпеки, конвойної машини та командно-керувальної машини.
Dragoon ACV (Armored Command Vehicle - броньована командна машина), за основу взято БТР Dragoon, зроблений як командний пост. У цьому варіанті Dragoon має складний столик, принаймні три радіостанції, камуфляжну сітку, різні ящики і шафи для обладнання та 3 кВ генератор для роботи машини з вимкненим двигуном. Кулемет на шкворні збережено.
Dragoon ALSV (Armored Logistics Support Vehicle) є броньованою вантажівкою. Машина має відкриту верхню частину для завантаження вантажів і кран вантажопідйомністю 1 т. Він може перевозити стандартні піддони і контейнери НАТО, а також кілька марок цивільних одиниць. Ця машина, як правило, використовується для перевезення громіздких вантажів, таких як боєприпаси і запасні частини для передових частин, і часто зустрічається у супроводі Dragoon EMV.
Dragoon ASV (Armored Security Vehicle), також відомий як Patroller, є модифікацією БТР Dragoon  яка знаходиться на озброєнні правоохоронних органів США. Машина трішки вища, щоб у ній можна було стояти, а зброя замінена на ящик, який обертається і має обладнання для спостереження. Вікна більшого розміру. Машина обладнана декількома пристроями спостереження, в тому числі TV, VCR, комп'ютер, мікрофон направленої дії та окуляри нічного бачення. Багато цих машин оснащено таранними блоками. Також вони мають сирени і проблискові маяки.
LFV-40 (Light Forces Vehicle) є модифікацією БТР Dragoon з одномісною баштою, яка розташована за люком водія. Ця башта оснащена важким кулеметом і автоматичним гранатометом. LFV-50 схожий на LFV-40, але у башті встановлено важкий і легкий кулемети.
Dragoon MGTS (Multi-Gun Turret System) модифікацією БТР Dragoon з двомісною баштою яка озброєна кулеметом Bushmaster Chain Gun в одному з трьох калібрів та звичайним кулеметом, зазвичай у командира.

## Версії
- Dragoon 300 [20mm Turret] — Оснащений двомісною баштою з гарматою 20 мм.
- Dragoon 300 [25mm Turret] — Оснащений двомісною баштою з гарматою  bushmaster M242 25 мм.
- Dragoon 300 [25mm Turret Variant 1] — Оснащений гарматою 25 мм KBA з верхнім розташуванням
- Dragoon 300 [90mm Turret] — Оснащений двомісною баштою з гарматою 90 мм.
- Dragoon 300 [[[Безвідкатна гармата|Recoilless Rifle]] carrier] — Версія з кількома безвідкатними гарматами.
- Dragoon 300 ACV — Командирська машина.
- Dragoon 300 LERO — Оглядова машина.
- Dragoon 300 Trailblazer — Версія SIGINT.
- Dragoon LFV-40 — Оснащений баштою 1M з кулеметом 50cal HMG та 40 мм гранатометом.
- Dragoon LFV-50 — Оснащений баштою 1M з кулеметами 50cal HMG та 7,62 мм LMG.
- Dragoon LFV-90 — Оснащений двомісною баштою з гарматою 90 мм.
- Dragoon LFV-APC — Версія бронетранспортера.
- Dragoon LFV-MEWS — Версія для електронної боротьби з Teampack.
- Dragoon LFV-RMD — Dragoon перероблений на дистанційно керований детектор мін.
- Patroller — Версія для поліції.
- Patroller [Variant 1] — поліцейська модель з тараном.
- Dragoon AFV — покращений пакистанський варіант. Побудований за ліцензію компанією Heavy Industries Taxila.[1]

## Оператори

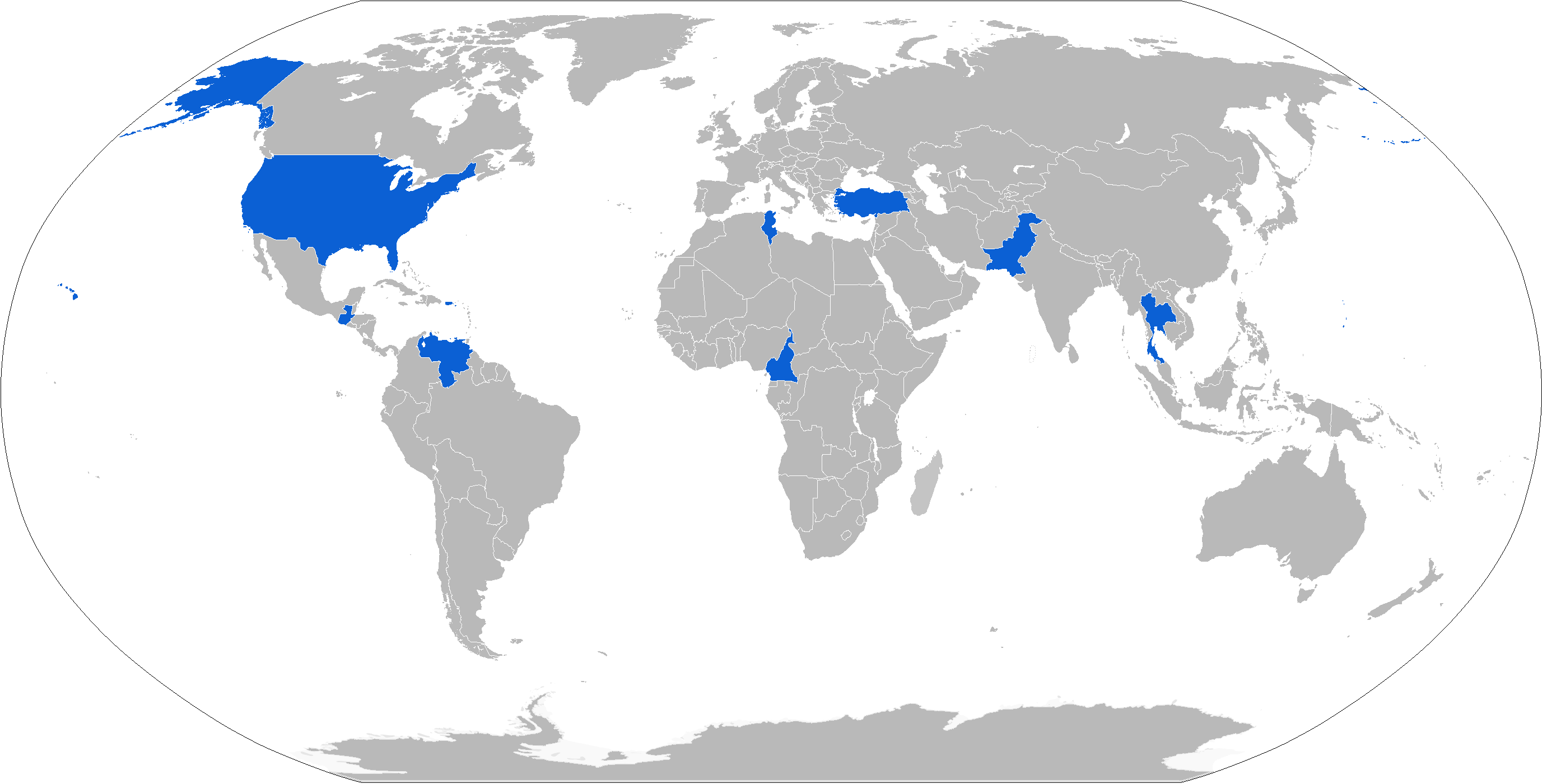
Мапа операторів Dragoon

### Поточні оператори
- Пакистан
- Таїланд
- Туреччина
- США
- Венесуела
- Гватемала
- Камерун — замінили V-100/150 Commandos. Замовлено 306
- Туніс.

## Схожі машини
- M1117 Armored Security Vehicle — машина сімейства Commando розроблена для Військової поліції.
- Chaimite — португальська машина схожа на Commando.
- Cadillac Gage Commando.
- "Hari-Digma" був претендентом в конкурсі на новий колісний бронетранспортер для філіппінських збройних сил. Він програв БТР Simba. Існувало два прототипи Hari-Digma які відрізнялися розташуванням башт.
- Французький "VXB" який був побудований у невеликій кількості для Жандармерії та для Габону
- BOV,  машина югославського виробництва, пізніше він був витіснений БТР LOV.
- Armadillo — БТР Armadillo створений на основі шасі вантажівки. Гватемала будувала ці броньовані машини, тому що не могла придбати американські. Конструкція була створена на основі серії Commando. Було створено лише 18 машин.
- DN Caballo — DN-III (або DN-3) був першою машиною у серії мексиканських БТР серії DN, які були прийняті на озброєння (у 1979). Скоріш за все основою є вантажівка Dodge 4x4, він також відомий під назвою SEDENA 1000. Основна машина була озброєна кулеметом 7,62 мм FN MAG на даху башти типу MOWAG. На службі мексиканської армії знаходиться 24 машини.
- БРДМ-2, радянська розвідувальна машина.